# Бала-бі
Ба́ла-бі (каз. Бала би) — село у складі Шиєлійського району Кизилординської області Казахстану. Адміністративний центр та єдиний населений пункт Талаптанського сільського округу.
У радянські часи село називалось Талаптан.
Населення — 3651 особа (2021; 4071 у 2009, 3963 у 1999, 3795 у 1989).